# Давыдов, Денис Васильевич
Дени́с Васи́льевич Давы́дов (16 (27) июля 1784, Москва — 22 апреля (4 мая) 1839, село Верхняя Маза, Сызранский уезд, Симбирская губерния) — русский поэт, наиболее яркий представитель «гусарской поэзии», мемуарист,
генерал-лейтенант (06.10.1831). Один из командиров партизанского движения во время Отечественной войны 1812 года.

## Биография

### Детство Давыдова
Представитель старинного дворянского рода Давыдовых. Родился в Москве, в семье бригадира Василия Денисовича Давыдова (1753—17.05.1804), служившего под командованием А. В. Суворова, и его жены Елены Евдокимовны Щербининой.
Крещён 23 июля 1784 года в церкви Неопалимой купины близ Девичьего поля при восприемстве дяди Льва Денисовича Давыдова и бабушки Александры Осиповны Щербининой. Был потомственным военным (отец — командир Полтавского полка; дед по матери — генерал-аншеф Е. А. Щербинин, 1728—1783; младший брат Евдоким — генерал-майор с 1820 года; двоюродный брат — Е. В. Давыдов, 1775—1823, чей портрет часто путают с «давыдовским» — генерал-майор с 1813 года), по материнской линии приходился кузеном А. П. Ермолову (1777—1861) и родственником не менее известного генерала Н. Н. Раевского (1771—1829).
Значительная часть детских лет его прошла в военной обстановке, где служил его отец, командовавший Полтавским легкоконным полком, и была родина его матери, дочери Xарьковского генерал-губернатора Евдокима Щербинина. Денис рано приобщился к военному делу, хорошо выучился верховой езде. Но его постоянно мучала его невзрачная внешность: маленький рост (в отца, который был заметно ниже матери) и маленький курносый нос «пуговкой».
В конце XVIII века по всей России гремела слава Суворова. Однажды, когда мальчику было девять лет, знаменитый полководец приехал к ним в имение, в гости. Суворов, оглядев двух сыновей Василия Денисовича, сказал, что Денис «этот удалый, будет военным, я не умру, а он уже три сражения выиграет», а Евдоким пойдёт по гражданской службе. Эта встреча запомнилась Денису на всю жизнь.
После смерти Екатерины II и восшествия на престол Павла I, который недолюбливал Суворова, благополучию Давыдовых пришёл конец. Проведённая ревизия Полтавского полка, которым командовал отец, обнаружила недостачу в 100 тысяч рублей, и Давыдова-старшего уволили и по суду обязали выплатить эту сумму. Пришлось продать имение. Со временем, выбравшись из долгов, отец купил небольшую подмосковную деревню Бородино около Можайска. (В 1812 году во время Бородинского сражения деревня вместе с барским домом сгорела.)
Отец решил определить сыновей в соответствии со словами Суворова: Дениса в кавалергарды, а его брата Евдокима — в архив Иностранной коллегии.

### Военная карьера
В 1801 году Давыдов поступил на службу в Кавалергардский полк, находившийся в Петербурге. Сначала дежурный офицер наотрез отказался его принять из-за его маленького роста. Тем не менее Денис добился, чтобы его приняли. За обаяние, остроумие и скромность его очень вскоре полюбили офицеры полка и составили ему протекцию. 28 сентября 1801 года он стал эстандарт-юнкером. «Вскоре стараньями князя Бориса Четвертинского, с которым Денис подружился прежде, и других приятелей Каховского столь заботившее Дениса дело было улажено». Позднее в автобиографии он сам весело обрисует себя (ведя речь о себе в третьем лице): «Наконец привязали недоросля нашего к огромному палашу, опустили его в глубокие ботфорты и покрыли святилище поэтического его гения мукою и треугольною шляпою». Александр Каховский взялся за восполнение пробелов в образовании Давыдова. Он составил для Дениса специальную учебную программу, подобрал книги по самым различным отраслям знаний — от военной истории, фортификации и картографии до экономических теорий английских экономистов и словесности. В сентябре 1802 года Давыдов был произведён в корнеты, в ноябре 1803 — в поручики. В это же время начал писать стихи и басни, и в баснях стал едко высмеивать первых лиц государства.
Из-за сатирических стихов последовал перевод Дениса из гвардии в Белорусский гусарский полк с дислокацией в Подольской губернии в Малороссии с переаттестацией в ротмистры («старая гвардия», к которой относился и Кавалергардский полк, имела преимущество перед армейцами на два чина). Так с кавалергардами поступали очень редко и только за большие провинности — трусость в бою, казнокрадство или шулерство в картах.
Однако Денису в гусарах понравилось. Там он познакомился с героем своих «зачашных песен» поручиком Бурцовым. Лихие пирушки, буйные шутки — всё это он теперь воспевал в своих «зачашных песнях», оставив писание басен.
Денис Давыдов чуть было не пропустил первую войну с Наполеоном. Гвардия принимала участие в сражениях с французами, а его гусарский полк — нет. Молодой кавалерийский офицер, мечтавший о ратных подвигах, был вынужден оставаться в стороне от этих событий, в то время как его брат Евдоким, бросив гражданскую службу в Иностранной коллегии, поступил в кавалергарды и успел прославиться под Аустерлицем. Евдоким был тяжело ранен (пять сабельных, одна пулевая и одна штыковая рана) и попал в плен. Наполеон, навещая лазарет, где лежал Евдоким, имел с ним беседу. Эту беседу описали все европейские газеты.
Денис во что бы то ни стало решил попасть на фронт. В ноябре 1806 года Давыдов ночью проник к фельдмаршалу М. Ф. Каменскому, назначенному в это время главнокомандующим русской армии. Каменский, маленький, сухонький старичок в ночном колпаке, чуть не умер от страха, когда перед ним появился Денис и потребовал отправить его на фронт. Но Каменский всего неделю командовал армией. Он был снят, так как помутился рассудком. Вышел к войску в заячьем тулупе, в платке и заявил: «Братцы, спасайтесь кто как может…» По одной из версий, он спятил после появления перед ним ночью Дениса Давыдова.
Но слава о таком отчаянном гусаре дошла до Марии Антоновны Нарышкиной, фаворитки государя. И она помогла ему в его желании воевать. В начале 1807 года он был назначен адъютантом к генералу П. И. Багратиону. В своё время Давыдов в одном из стихов вышутил длинный нос Багратиона и поэтому немножко побаивался первой встречи с ним. Багратион, завидев Дениса, сказал присутствующим офицерам: «Вот тот, кто потешался над моим носом». На что Давыдов, не растерявшись, ответил, что писал о его носе только из зависти, так как у самого его практически нет. Шутка Багратиону понравилась. И он часто, когда ему докладывали, что неприятель «на носу», переспрашивал: «На чьём носу? Если на моём, то можно ещё отобедать, а если на Денисовом, то по коням!»
Уже с 24 января 1807 года Денис Давыдов участвовал в боях с французами. В сражении при Прейсиш-Эйлау он находился при Багратионе, который появлялся со своим адъютантом на самых опасных и ответственных участках. Один бой, по мнению Багратиона, был выигран только благодаря Давыдову. Он в одиночку бросился на отряд французских улан и те, преследуя его, отвлеклись и упустили момент появления русских гусар. За этот бой Денис получил орден Святого Владимира IV степени, бурку от Багратиона и трофейную лошадь. Храбрость Дениса Давыдова в кампании 1807 года была отмечена золотым Прейсиш-Эйлауским крестом, орденом святой Анны 2-го класса, золотой саблей с надписью «За храбрость» и прусским орденом «За достоинство».
В самом конце кампании Давыдову довелось увидеть Наполеона. Тогда в Тильзите заключался мир между французским и русским императорами, и многие его не одобряли. Багратион сказался больным и послал вместо себя Давыдова.
Зимой 1808 года состоял в русской армии, действовавшей в Финляндии, прошёл вместе с Кульневым до Улеаборга, занял с казаками остров Карлоэ и, возвратясь к авангарду, отступил по льду Ботнического залива.
В 1809 году, состоя при князе Багратионе, командовавшем войсками в Молдавии, Давыдов участвовал в различных боевых операциях против турок, а затем, когда Багратиона сменил граф Каменский, поступил в авангард молдавской армии под начальство Кульнева.
Наградой за подвиги были алмазные знаки ордена Святой Анны 2-го класса и чин ротмистра. В 1810 году он начинает работать над серией очерков о военных событиях. Но, как писал Давыдов накануне Отечественной войны, «1812 год стоял уже посреди нас, русских, с своим штыком в крови по дуло, с своим ножом в крови по локоть». И он просит разрешения Багратиона «стать в рядах Ахтырского гусарского полка». По представлению генерала 8 апреля 1812 года Давыдов был произведён в подполковники и назначен командиром 1-го батальона Ахтырского гусарского полка.

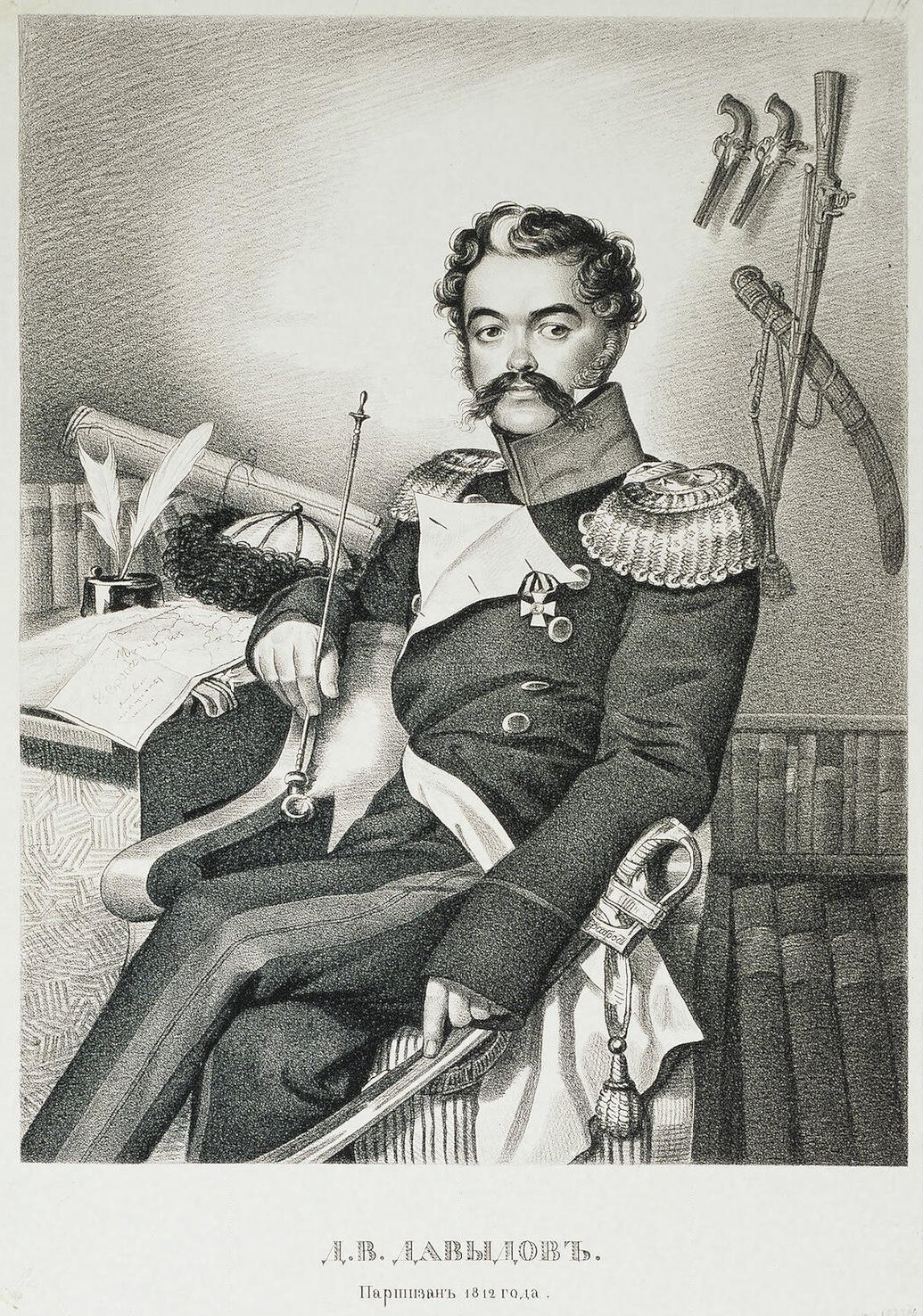
Д. В. Давыдов
(художник Карл Гампельн)

#### Отечественная война 1812 года
С первых дней войны 1812 года Ахтырский гусарский полк, которым командовал генерал-майор князь Васильчиков, постоянно находился в соприкосновении с неприятелем, прикрывая отход 2-й Западной армии Багратиона. Ахтырские гусары совместно с Харьковским, Черниговским, Киевским и Новороссийским драгунскими полками, а также с Литовским уланским полком входили в состав 4-го кавалерийского корпуса под командованием генерал-майора К. К. Сиверса, воевавшего в арьергарде 2-й Западной армии, которым командовал донской атаман М. И. Платов. Вместе с полком Денис Давыдов принял участие в серьёзных столкновениях с неприятелем у деревни Мир (28 июня), под Романовом (2 июля), Салтановкой (11 июля) и Смоленском, в арьергардных боях у с. Усвяты и у р. Осьма (15 августа). 24 августа Ахтырские гусары отличились в схватке у Колоцкого монастыря, которая переросла в ожесточённый многочасовой бой. «Бой ужасный! — писал Д. В. Давыдов, — Нас обдавало градом пуль и картечей, ядра рыли колонны наши по всем направлениям».
21 августа 1812 года в виду деревни Бородино, где вырос Давыдов и где уже торопливо разбирали родительский дом на фортификационные укрепления, за пять дней до великого сражения Денис Давыдов и предложил Багратиону идею собственного партизанского отряда.
Первый партизанский отряд в ходе Отечественной войны 1812 года был создан по инициативе Барклая-де-Толли 22 июля 1812 года под командованием генерала Ф. Ф. Винцингероде. Вспомнили историю и уставы Петра Великого, где применялись ертаул и корволант. Логика была простая: Наполеон надеялся победить Россию за двадцать дней — на столько и взял с собой провианта. И если отбирать обозы, фураж и ломать мосты, то это создаст ему большие проблемы. Из письма Давыдова князю генералу Багратиону:
Ваше сиятельство! Вам известно, что я, оставя место адъютанта вашего, столь лестное для моего самолюбия, вступая в гусарский полк, имел предметом партизанскую службу и по силам лет моих, и по опытности, и, если смею сказать, по отваге моей… Вы мой единственный благодетель; позвольте мне предстать к вам для объяснений моих намерений; если они будут вам угодны, употребите меня по желанию моему и будьте надеждны, что тот, который носит звание адъютанта Багратиона пять лет сряду, тот поддержит честь сию со всею ревностью, какой бедственное положение любезного нашего отечества требует…
Приказ Багратиона о создании летучего партизанского отряда был одним из его последних перед Бородинским сражением, где он был смертельно ранен. (Имением отца Давыдова, кроме родовой Денисовки, было с 1799 года село Бородино, сожжённое во время Бородинского сражения. Незадолго до своей кончины Давыдов ходатайствовал о перезахоронении своего начальника П. И. Багратиона на Бородинском поле, что и было исполнено по Высочайшей воле императора Николая I после смерти Дениса Васильевича).

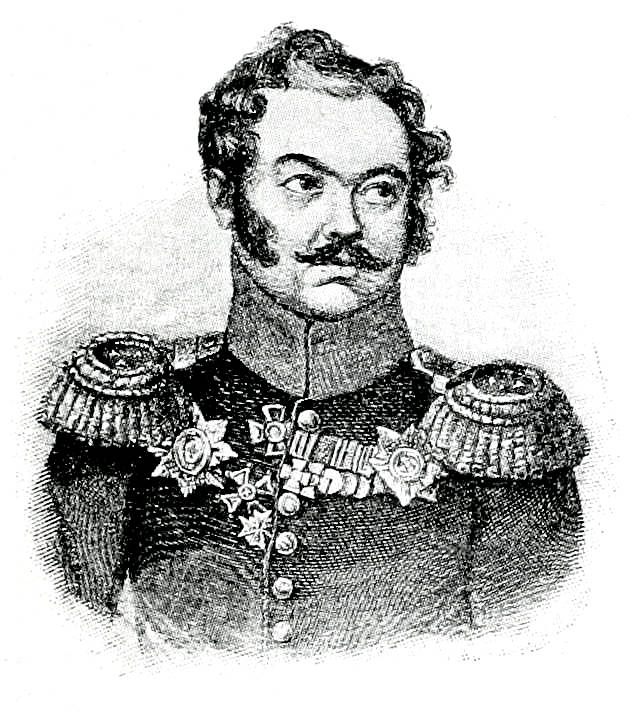
Рисунок из статьи «Давыдов»
(«Военная энциклопедия Сытина»)

Отряд состоял из 50 ахтырских гусар и 80 донских казаков, которых Давыдов отбирал лично. Его соратниками были однополчане, офицеры Ахтырского полка штабс-ротмистр Николай Григорьевич Бедряга, поручик Дмитрий Алексеевич Бекетов, поручик Пётр Иванович Макаров, старший вахмистр отряда гусар Шкляров, вахмистр Иванов, а также командиры-казаки — хорунжие Талаев и Астахов и урядник 10-го Иловайского полка Крючков.
Сразу же по завершении боя за Шевардинский редут отряд Давыдова отделился от действующей армии и отправился в рейд по тылам французской армии.
В первую же ночь отряд Давыдова попал в засаду, устроенную крестьянами, и Денис Васильевич чуть не погиб. Крестьяне плохо разбирались в деталях военной формы, которая у французов и русских была похожей. Тем более, офицеры говорили, как правило, по-французски. После этого Давыдов надел мужицкий кафтан и отпустил бороду. На портрете кисти А. Орловского (1814 г.) Давыдов одет по кавказской моде: чекмень, явно нерусская шапка, черкесская шашка.
На оккупированной неприятелем территории Давыдов с радостью обнаружил «общее и добровольное ополчение поселян». Давыдов вооружал крестьян отобранным у врага оружием и нередко действовал совместно с ними. К середине сентября активные действия отряда, который насчитывал более 300 всадников, между Гжатском и Вязьмой вынудили противника направить на его ликвидацию 2 тысячи карателей. А пока каратели искали отряд, Давыдов разгромил пехотный батальон, захватил артиллерийский парк, освободил из плена 400 русских солдат, из которых 250 включил в свой отряд, и ухитрился даже разгромить провиантский и артиллерийский обозы.
Первое боевое крещение партизаны Давыдова получили 2 сентября около села Токарево, уничтожив крупный отряд мародёров и захватив в плен около ста человек. Отряд наносил ощутимый урон неприятельской армии, громя и перехватывая транспорты с фуражом и провиантом. Вот как описывал Денис Давыдов в «Дневнике партизанских действий» одно из дел своего отряда: «…На рассвете мы атаковали в виду города неприятельский отряд, прикрывавший транспорт. После стремительной атаки большая часть прикрытия рассыпалась, успех превзошел моё ожидание: 270 рядовых и 6 офицеров сложили оружие, до 100 человек легло на месте. Сей транспорт состоял в новой одежде и обуви на весь 1-й Вестфальский гусарский полк и (по найденной накладной) стоил 17 тысяч франков».
Быстрые его успехи убедили Кутузова в целесообразности партизанской войны, и он не замедлил дать ей более широкое развитие и постоянно присылал подкрепления.
Второй раз Давыдов видел Наполеона, когда со своими партизанами находился в лесу в засаде, и мимо него проехал дормез с Наполеоном. Однако у него в тот момент было слишком мало сил, чтобы напасть на охрану Наполеона. Наполеон ненавидел Давыдова и приказал при аресте расстрелять его на месте. Ради его поимки выделил один из лучших своих отрядов в две тысячи всадников при восьми обер-офицерах и одном штаб-офицере. Давыдов, у которого было в два раза меньше людей, сумел загнать отряд в ловушку и взять в плен вместе со всеми офицерами.
В октябре отряд Давыдова, увеличившийся до 700 человек, разгромил пехотный батальон, взяв 200 пленных, захватил 41 фуру с продовольствием и транспорт с обмундированием на целый полк, снова атаковал гонявшегося за ним противника, уничтожив около 800 солдат и офицеров и столько же взяв в плен. На ликвидацию отряда Давыдова противник направил крупные силы, но партизаны внезапно атаковали и рассеяли их авангард.
Одним из выдающихся подвигов Давыдова за это время было дело под Ляховым, где он вместе с партизанскими отрядами А. Н. Сеславина, А. С. Фигнера и В. В. Орлова-Денисова 28 октября (9 ноября) 1812 года взял в плен двухтысячный отряд генерала Ожеро. 3 ноября отряд Давыдова взял в плен трёх генералов, до 900 солдат, четыре орудия и большой обоз. На другой день снова был отбит значительный обоз и захвачено около 500 солдат и офицеров. В Копысе Давыдов разгромил крупное французское кавалерийское депо и направил в тыл до 900 пленных солдат. 14 ноября он овладел Белыничами с их крупным провиантским складом и, продолжая поиски до Немана, занял Гродно.
Из воспоминаний подполковника Дениса Давыдова:
«… В сём деле мы овладели магазином и гошпиталем в Белыничах. В первом найдено четыреста четвертей ржи, сорок четвертей пшеницы, двести четвертей гречихи и пятьдесят четвертей коноплёй, а в последнем взяли двести девяносто человек больных и пятнадцать лекарей. Взят один подполковник, четыре капитана и сто девяносто два рядовых, весь обоз и сто восемьдесят ружей».
В конце ноября М. И. Кутузов приказал Давыдову занять Гродно «и очистить окрестности оного более через дружелюбные переговоры, нежели посредством оружия». 9 декабря гарнизон Гродно, состоявший из 4 тысяч солдат и офицеров и 30 орудий, оставил город. С. Гинзбург в книге «Война 1812 года и русские евреи», подчеркивая неблагоприятное отношение польского населения к русской армии, приводит слова партизана Дениса Давыдова: «Напротив того, все вообще евреи, обитавшие в Польше (то есть Белоруссии и Литве), были столь преданы нам, что во всё время не хотели служить неприятелю в качестве лазутчиков и весьма часто сообщали нам важнейшие сведения о нём». В преданности евреев России Давыдов был настолько уверен, что, заняв Гродно, передал охрану порядка в городе местному кагалу.

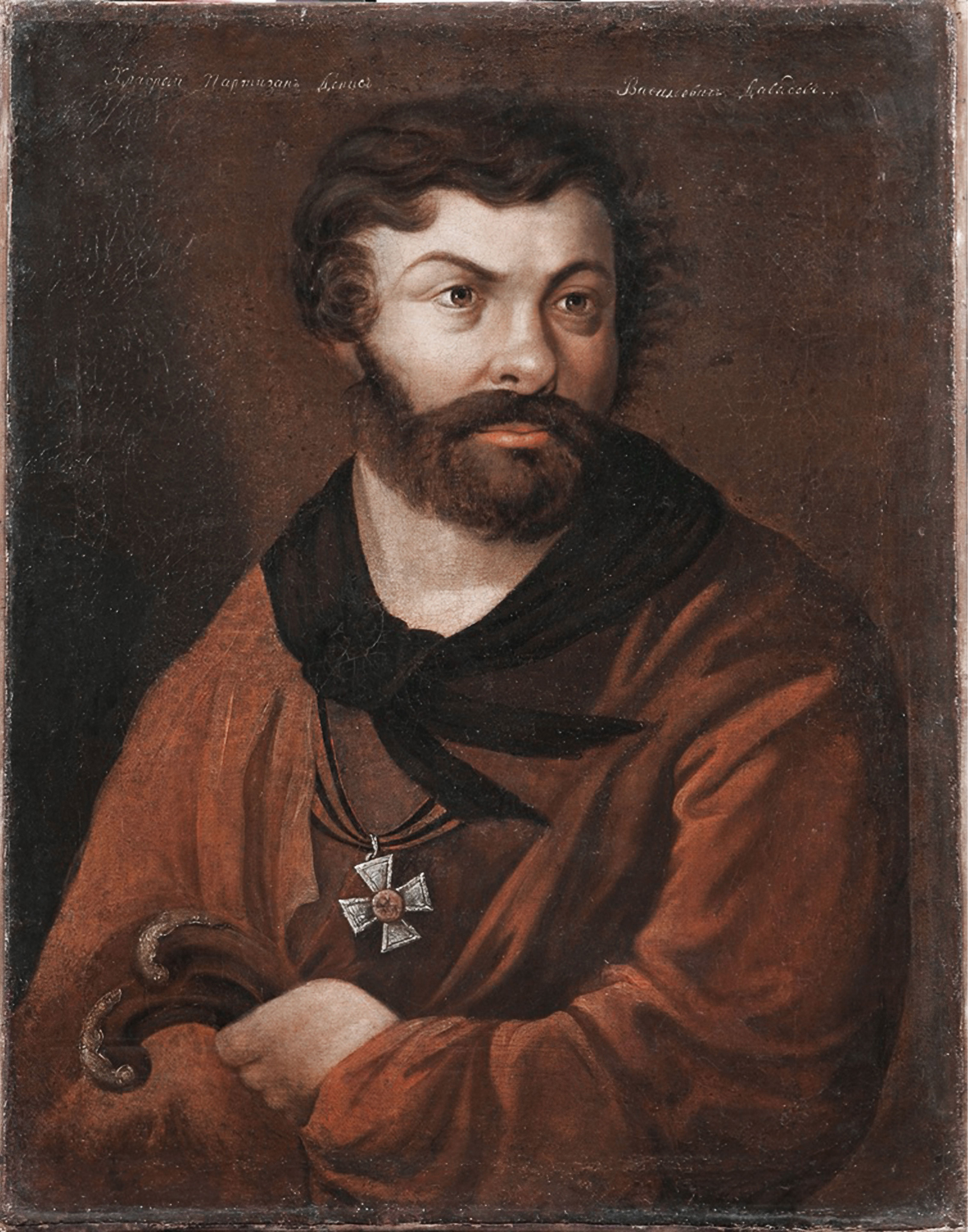
Денис Давыдов. Портрет В. П. Лангера

24 декабря 1812 года Денис Давыдов получил повеление соединиться с корпусом Дмитрия Дохтурова, на этом для него партизанская война закончилась.
Наградами за кампанию 1812 года Денису Давыдову стали ордена Св. Владимира 3-й степени и Св. Георгия 4-го класса: «Ваша светлость! Пока продолжалась Отечественная война, я считал за грех думать об ином чем, как об истреблении врагов Отечества. Ныне я за границей, то покорнейше прошу вашу светлость прислать мне Владимира 3-й степени и Георгия 4-го класса» — писал Давыдов фельдмаршалу М. И. Кутузову после перехода границы.
О партизанском периоде боевой деятельности Дениса Давыдова в его послужном списке скупо сказано, что он командовал «партией» в окрестностях Вязьмы, Дорогобужа и Гжатска, взял в плен 3560 нижних чинов, 43 штаб- и обер-офицера и много транспортов с боеприпасами, снаряжением и продовольствием.
С переходом в Германию, Давыдов со своей партией шёл впереди корпуса генерал-адъютанта Винценгероде. В сущности это был уже не партизанский отряд, а авангард передового корпуса. 8 марта 1813 года Давыдов с тремя казачьими полками (всего не более 500 кавалеристов) вышел к стенам Дрездена, разложил огромные костры, чтобы ввести неприятеля в заблуждение, и послал требовать сдачи города. После длинных переговоров французский генерал Дюрют с пятитысячным отрядом согласился, наконец, очистить весь новый Дрезден и отступить за Эльбу. В полдень 10 марта партия Давыдова торжественно вошла в город. Однако на рассвете 13 марта в Дрезден спешно прибыл лично генерал Винценгероде. Он обвинил Давыдова в том, что тот самовольно подошёл под Дрезден и осмелился вступить в переговоры, тогда как существовал приказ, строго запрещавший входить с неприятелем в какие бы то ни было условия и переговоры. Давыдову было приказано сдать свой отряд и отправляться в главную квартиру русской армии в ожидании суда. Однако при рассмотрении дела Александр I сказал: «Как бы то ни было, а победителя не судят». Фельдмаршал распорядился вернуть Давыдову отряд, которым он командовал, но к этому времени партия уже была распущена, и Давыдов остался при армии без должности. Позже он был назначен командиром Ахтырского гусарского полка.
Решающим в кампании 1813 года была «Битва народов» при Лейпциге. Ахтырский гусарский полк, находившийся в составе прусской армии, был брошен в атаку прямо с похода, в которой захватил пять орудий и до 560 пленных. 20 декабря 1813 года вместе с армией Блюхера ахтырцы под командой полковника Д. В. Давыдова вступают в пределы Франции. Одно за другим следовали столкновения под Бриеном, Ла-Ротьером. За отличие в сражении под Ла-Ротьером, когда под Давыдовым было убито пять лошадей, но он вместе со своими кавалеристами всё же прорвался сквозь гусар бригады Жакино к французской артиллерийской батарее и, изрубив прислугу, решил исход сражения, 20 января 1814 года был произведён в генерал-майоры, но из-за путаницы в рапортах получил этот чин лишь 21 декабря 1815 года (со старшинством от 20 января 1814 года). После Краонского сражения, в котором все генералы 2-й гусарской дивизии были убиты или ранены, Д. Давыдов двое суток управляет дивизией, а потом бригадой, составленной из Ахтырского и Белорусского гусарских полков.
В апреле 1815 года ахтырцам вновь суждено было побывать во Франции, куда они прибыли в составе армии Барклая-де-Толли. На этот раз Ахтырские гусары были лишь участниками знаменитого смотра в местечке Вертю в Шампани. Именно с этим пребыванием ахтырцев во Франции связана одна из полковых легенд, которая действительно имела место и получила в последующем отражение в полковой песне. После взятия Парижа, Ахтырский полк находился в местечке Аррас. Осмотрев полк, Д. В. Давыдов, тогдашний командир полка, нашёл внешний вид своих гусар довольно плачевным. Мундиры за время боевых действий изрядно обносились. Полк был расквартирован вблизи женского Капуцинского монастыря, монахини которого носили рясы «полкового» цвета, то есть коричневые. Решение подсказала сама жизнь, по приказу Давыдова с монастырского склада было изъято всё сукно, необходимое для пошива новых мундиров. На параде ахтырцы выглядели блестяще и произвели впечатление на императора. После этого Александр I своим Указом повелел ахтырским гусарам на вечные времена носить коричневые мундиры.

#### Служба после Отечественной войны

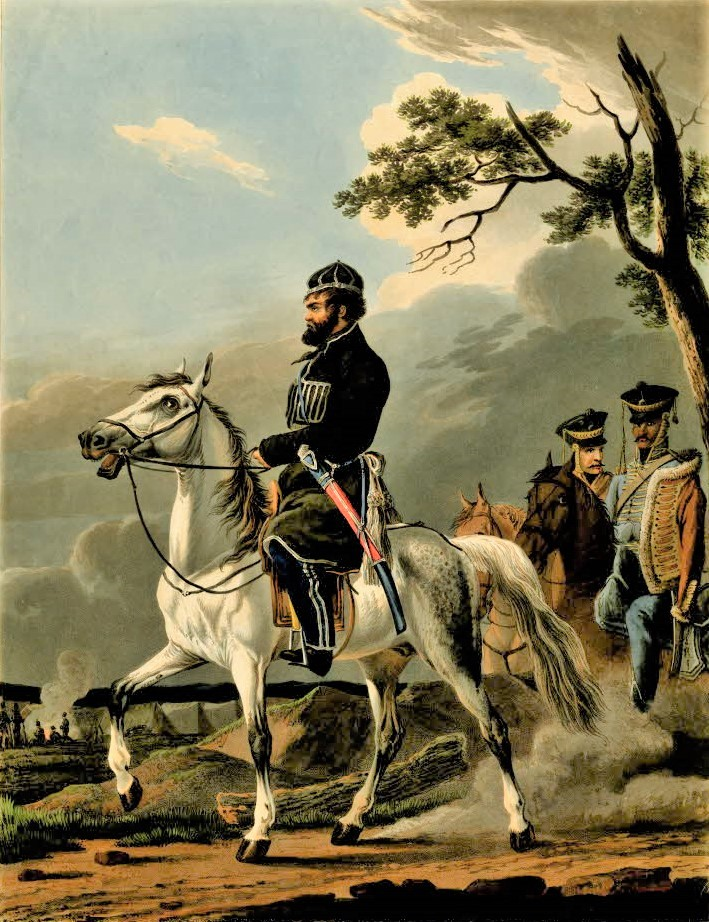
Денис Давыдов, 1814 год.

После Отечественной войны 1812 года у Дениса Давыдова начались неприятности. Вначале его отправили командовать драгунской бригадой, которая стояла под Киевом. Как всякий гусар, Денис драгун презирал. Затем ему сообщили, что чин генерал-майора ему присвоен по ошибке, и он полковник. И в довершение всего, полковника Давыдова переводят служить в Орловскую губернию командиром конно-егерской бригады. Это стало последней каплей, так как он должен был лишиться своих гусарских усов, своей гордости. Егерям усы не полагались. Он написал письмо царю, что выполнить приказ не может из-за усов. Денис ждал отставки и опалы, но император, когда ему докладывали, был в хорошем расположении духа: «Ну что ж! Пусть остаётся гусаром» — и назначил Давыдова в гусарский полк с возвращением чина генерал-майора.
В первые мирные дни Давыдов приступил к написанию «Дневника партизанских действий 1812 года». Получив длительный отпуск, он спешит в Москву, где проводит почти год в кругу литераторов, художников и артистов. К концу 1815 года он вернулся в армию. Летом следующего года Давыдов снова в Москве.
В 1815 году Денис Давыдов избирается в члены «Арзамаса» с прозвищем Армянин. Вместе с Пушкиным и Вяземским он представляет в Москве отделение арзамасского кружка. После распада «Бесед» полемика с шишковистами закончилась, и в 1818 году «Арзамас» распался. В конце 1815 года Давыдов был назначен членом Военного общества при гвардейском Главном штабе, где выступал с чтением своего военно-теоретического труда «Опыт теории партизанского действия».
С февраля 1818 года Давыдов занимал место начальника штаба сначала в 7-м, а потом в 3-м корпусе. Служба в пехоте угнетает гусара Давыдова, он называет её «душной тюрьмой» и большую часть времени занят своими записками и книгами. 17 марта 1820 года Давыдов освобождён от всех должностей и определён «состоять по кавалерии», то есть в резерве.

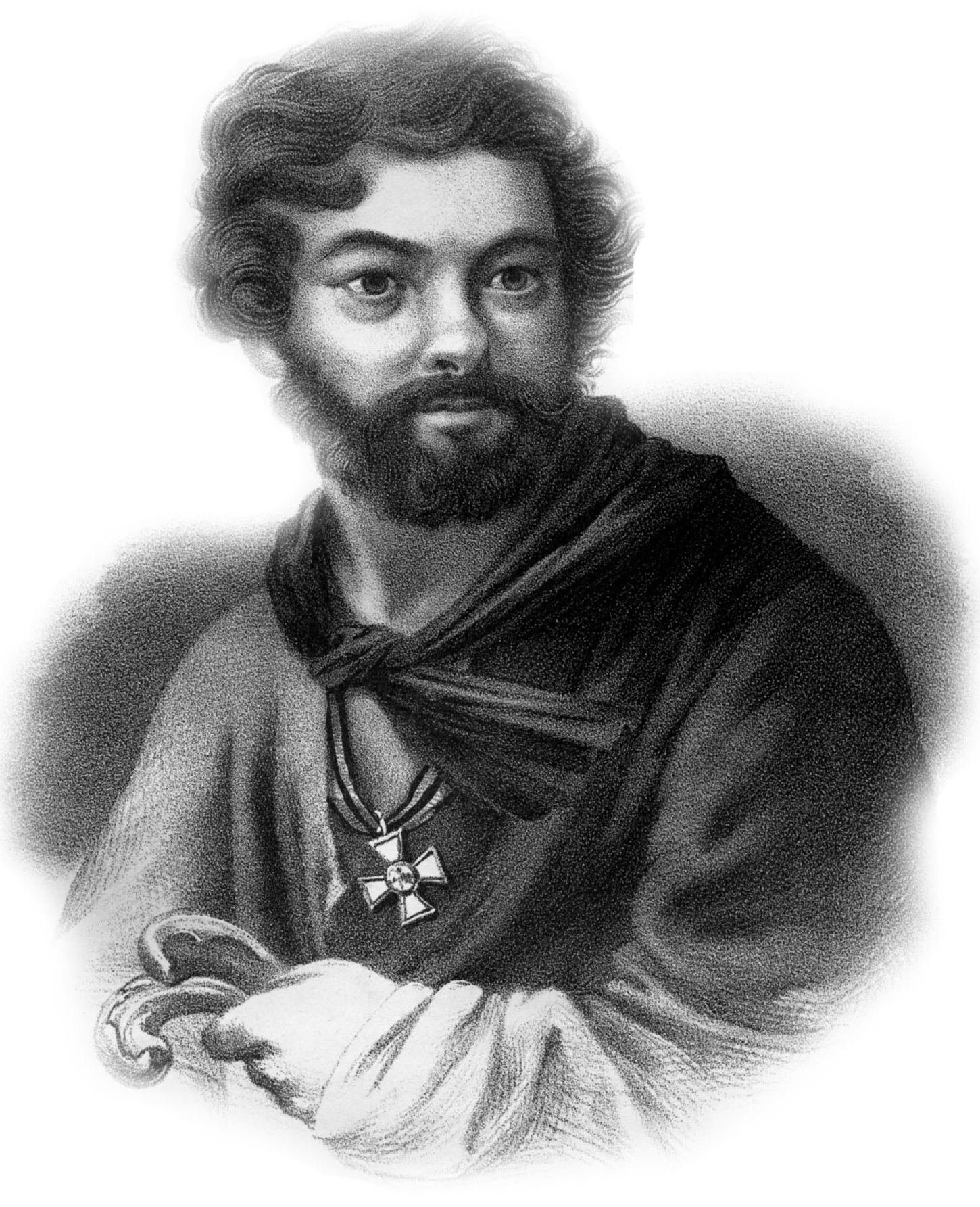
Рисунок из статьи «Давыдов»
(«Военная энциклопедия Сытина»)

Удалившись от военных дел, Денис Давыдов целиком отдаётся написанию партизанского дневника «под звуки мирных сельских работ». В этот период он особенно сближается с А. С. Пушкиным. Приезжая из деревни в Москву, Давыдов часто встречается с А. С. Грибоедовым, В. Ф. Одоевским, В. К. Кюхельбекером, А. А. Алябьевым, А. Н. Верстовским и другими известными деятелями русской культуры. Крепкая дружба связывала Давыдова с Е. А. Баратынским, П. А. Вяземским, В. Л. Пушкиным, Н. М. Языковым, А. А. Бестужевым, А. И. Якубовичем, В. Л. Давыдовым.
В сентябре 1826 года Давыдов уже сражается на Кавказе. В 1827 году с успехом действовал против персов. Только смещение «неблагонадёжного» А. П. Ермолова с должности начальника Кавказского корпуса вынуждает его двоюродного брата — Д. В. Давыдова вернуться в Москву.
И снова генерал берётся за плуг, охотничье ружье и за перо: «Я теперь пустился в записи свои военные, пишу, пишу и пишу. Не позволяют драться, я принялся описывать, как дрались. Я переделываю мой Партизанский опыт. Я думаю, что это сочинение не потонет в лете и бесполезно не будет…» В это же время Давыдов создает цикл лирических стихотворений и охотно делится воспоминаниями о 1812 годе с М. Н. Загоскиным и А. И. Михайловским-Данилевским.
Последняя его кампания была в 1831 году — против польских повстанцев. Сражался хорошо. «Боевые заслуги Давыдова были уважены на этот раз, как, пожалуй, ни в одну прежнюю войну. Кроме ордена Святой Анны 1-й степени, вручённого ему за взятие Владимира-Волынского (хотя Главная квартира за эту удачно проведённую Д. Давыдовым операцию представила его к ордену Святого Георгия 3-й степени, но новый государь шёл по стопам прежнего и тоже посчитал необходимым приуменьшить награду поэту-партизану), он за упорный бой у Будзинского леса, где ему, кстати, вновь пришлось скрестить оружие с известным ещё по 1812 году противником — польским генералом Каролем Турно, получил чин генерал-лейтенанта; „за отличное мужество и распорядительность“ во время горячего сражения у переправ на Висле Давыдову был пожалован орден Св. Владимира 2-й степени; и к этому за всю польскую кампанию ещё польский знак отличия „Virtuti militari“ 2-го класса». Уезжая из армии, Денис Васильевич твёрдо знал, что закончил свою последнюю в жизни кампанию. Более воевать он не собирался. Взять снова в руки свою испытанную гусарскую саблю его теперь могла заставить лишь смертельная угроза любезному отечеству. Однако такой угрозы в обозримом будущем вроде бы, слава Богу, не предвиделось.

## Послужной список
В службе:
- 28 сентября 1801 года — вступил в службу эстандарт-юнкером в Кавалергардский полк.
- 1802 год — произведён в корнеты.
- 2 ноября 1803 года — произведён в поручики.
- 13 сентября 1804 года — переведён ротмистром в Белорусский гусарский полк.
- 4 июня 1806 года — переведён поручиком в лейб-гвардии Гусарский полк.
- 3 января 1807 года — назначен адъютантом к генерал-лейтенанту князю Багратиону.
- 15 января 1807 года — произведён в штабс-ротмистры.
- 4 марта 1810 года — произведён в ротмистры.
- 17 апреля 1812 года — переведён подполковником в Ахтырский гусарский полк.
- 31 октября 1812 года — за отличие по службе произведён в полковники.
- 21 декабря 1815 года — за отличие в сражении при Ларотьере произведён в генерал-майоры, с назначением состоять при начальнике 1-й драгунской дивизии.
- 14 марта 1816 года — назначен состоять при начальнике 2-й конно-егерской дивизии.
- 22 мая 1816 года — назначен состоять при начальнике 2-й гусарской дивизии.
- 7 ноября 1816 года — назначен бригадным командиром 1-й бригады той же дивизии.
- 19 февраля 1818 года — назначен начальником штаба 7-го пехотного корпуса.
- 22 февраля 1819 года — назначен начальником штаба 3-го пехотного корпуса.
- 17 марта 1820 года — с увольнением в отпуск за границу, назначен состоять при кавалерии.
- 14 ноября 1823 года — уволен по болезни от службы, с мундиром.
- 23 марта 1826 года — определён в службу, с назначением состоять при кавалерии.
- 10 сентября 1826 года — назначен в Кавказский отдельный корпус временным начальником войск на Эриванской границе во время войны с Персией.
- 25 ноября 1826 года — уволен в отпуск, из которого дозволено возвратиться в Россию.
- 6 октября 1831 года — за отличие в сражении произведён в генерал-лейтенанты.

В походах и сражениях был:
- в Пруссии, в 1807 году, 24 января, под Вольсдорфом, за отличие награждён орденом Святого Владимира 4-й степени с бантом; 25 — под Ландсбергом, 26 и 27 — под Прейсиш-Эйлау; 25 мая — под Гутштадтом; 28 — под Гейльбергом, за отличие награждён орденом Святой Анны 2-й степени; 2 июня, под Фридландом, за отличие награждён золотой саблей с надписью «За храбрость», прусским орденом «За достоинство» и золотым Прейсиш-Эйлауским крестом;
- в Финляндии, в 1808 году, занял с отрядом казаков остров Карлое и участвовал в делах под Багестатом, Лаппо, Перхо, Карстула, Куортане, Сальми, Оровайсом, Гамле-Карлебю, при овладении Аландскими островами, где, командуя отрядом казаков, выбил неприятеля с острова Бене и занял его, и при переходе на шведский берег под Гриссельгамом;
- в 1809 году: в Турции, при взятии Мачина и Гирсова; в сражении под Рассеватом; при обложении крепости Силистрии; в сражении под Татарицей;
- в 1810 году: при взятии Силистрии; под Шумлой, за что награждён алмазными знаками к ордену Святой Анны 2-й степени, и при приступе Рущука;
- в 1812 году: 26 июня, под Миром, 1 июля, под Романовым, 3 июля, под Катанью, где командовал ночной экспедицией, 3 августа, 11 — под Дорогобужем, 14 — под Максимовым, 19 — под Рожеством, 21 — под Поповкой, 23 — под Покровом, 24 — под Бородиным; со 2 сентября по 18 октября, командовал партией наездников в окрестностях Вязьмы, Дорогобужа и Гжатска, в течение этого времени взял в плен 3560 нижних чинов, 43 штаб- и обер-офицеров и много транспортов, снарядов и продовольствия, за что награждён чином полковника; затем был в делах: 28 октября, под Ляховым, 29 — под Смоленском, 2 и 4 ноября, под Красным, 9 ноября, под Копысом, где разбил наголову кавалерийское депо французской армии, 14 — под Белиничами; за отличие награждён орденом Святого Георгия 4-й степени; занял отрядом своим г. Гродно, 8 декабря, и за отличие награждён орденом Святого Владимира 3-й степени;
- в 1813 году: был в деле под Калишем — 1 февраля; занял отрядом своим г. Дрезден — 12 марта, и участвовал в сражениях: 27 апреля — под Дрезденом, 8 и 9 мая — под Бауценом, 10 мая — под Рейхенбахом; во всех арьергардных делах до перемирия, командуя партией наездников: 8 сентября, под Люценом, 10 сентября — под Цейцем, 12 и 16 сентября — под Альтенбургом, 18 сентября — под Пенигом, 4 и 6 октября — под Лейпцигом;
- в 1814 году был в делах: 14 и 15 января — под Бриенн-Лешато, 17 января — при Ларотьере, за отличие награждён чином генерал-майора, 30 января — под Момиралем, 31 января — под Шатотьери, 11 февраля — под Мери, 23 января — под Краоном, 25 и 26 января — под Лаоном, 13 марта — под Фершампенуазом;
- в Персии, в 1826 году, командовал войсками на Эриванской границе под Амамлами; 20 сентября — под Мирагом; 21 сентября разбил неприятельский корпус под начальством Гассан-хана и 22 сентября вступил в персидские пределы близ урочища Судагенд;
- в кампанию 1831 года с польскими мятежниками, командуя отдельной частью, 6 апреля взял приступом г. Владимир-на-Волыни и за отличное мужество и храбрость, оказанные в этом сражении, награждён 14 сентября орденом Святой Анны 1-й степени; 29 апреля преследовал корпус Хржановского до крепости Замостья; 7 июля, по переправе через р. Вепрж вброд, участвовал в сражении при с. Будзиско с корпусами мятежников Ромарино и Янковского и за отличие в этом деле произведён в генерал-лейтенанты; 28 июля был в деле при отражении корпуса Ружицкого, напавшего на мостовое укрепление, устроенное при Подгуржи, на левом берегу Вислы, и за отличное мужество и распорядительность, оказанные в этих делах, награждён 21 мая 1832 года орденом Святого Владимира 2-й степени и за всю кампанию — знаком отличия «За военное достоинство» 2-й степени.

## Личная жизнь
Первый раз Давыдов влюбился в Аглаю де Грамон, которая предпочла выйти замуж за его двоюродного брата — высоченного кавалергардского полковника А. Л. Давыдова.
Потом Давыдов влюбился в юную балерину Татьяну Иванову. Несмотря на то, что Денис часами стоял под окнами балетного училища, она вышла замуж за своего балетмейстера. Давыдов сильно переживал по этому поводу.
Проходя службу под Киевом, Давыдов в очередной раз влюбился. Его избранницей стала киевская племянница Раевских — Лиза Злотницкая, дочь генерала Антона Осиповича Злотницкого. В это же время Общество любителей российской словесности избрало его своим действительным членом. Он был очень горд, так как сам называть себя поэтом не осмеливался до этого.

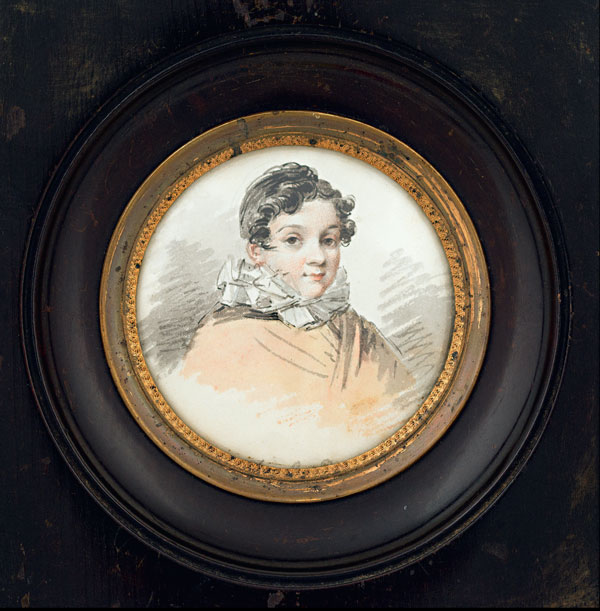
Софья Давыдова, жена. 1820 год

Родители невесты поставили перед Давыдовым непременное условие: он должен исхлопотать у государя казённое имение в аренду (это была форма государственной поддержки лиц небогатых, но отличившихся на службе). Давыдов поехал в Петербург хлопотать. В этом ему очень помог В. А. Жуковский, который Давыдова просто обожал. С его помощью достаточно быстро Давыдову было предоставлено «в связи с предстоящей женитьбой» в аренду казённое имение Балты, приносившее шесть тысяч рублей в год.
Но тут Давыдов получил новый удар. Пока он хлопотал в Петербурге, Лиза увлеклась князем Петром Голицыным. Князь, картёжник и кутила, к тому же его недавно выгнали из гвардии за какие-то тёмные дела, был необычайно красив. Давыдову был дан отказ. Причём Лиза даже не захотела с ним увидеться, передав отказ через отца.
Давыдов очень тяжело переживал отказ Лизы. Все друзья Давыдова принялись спасать его и для этого подстроили ему встречу с дочерью покойного генерала Николая Александровича Чиркова, Софьей (1795—1880). Она была по тем временам уже в зрелом возрасте — 24 года, но друзья Давыдова наперебой её нахваливали: миловидна, скромна, рассудительна, добра, начитана. И он решился. Тем более, ему уже было 35 лет. Однако свадьба чуть не расстроилась, так как мать невесты, узнав про его «зачашные песни», велела отказать Давыдову как пьянице, беспутнику и картёжнику. Друзья покойного мужа еле её уговорили, объяснив, что генерал Давыдов в карты не играет, пьёт мало, и всё это — только стихи. Ведь он поэт!
В апреле 1819 года Денис обвенчался с Софьей. Как только у них с Софьей стали рождаться дети, у Давыдова пропало желание тянуть военную лямку. Он хотел находиться дома, возле жены. Давыдов то и дело сказывался больным и уходил в многомесячные отпуска. Даже Кавказская война, куда он был направлен под начало генерала Ермолова, его не увлекла. Он пробыл в действующей армии всего два месяца, а затем выпросил у Ермолова шестинедельный отпуск для поправки здоровья. Заехав для вида на минеральные воды, разослав для убедительности несколько писем о своей болезни (в том числе и Вальтеру Скотту), он помчался на Арбат в Москву, где его в то время ждали уже три сына и беременная в очередной раз Софья. Всего в браке Дениса и Софьи родилось девять детей:
1. Елизавета (31.05.1820—04.06.1820)[11]
2. Софья (08.08.1821[12]— ?)
3. Василий (21.11.1822[13]—15.04.1882). Женат (с 30 января 1857 года)[14] на Наталье Александровне Ивинской (1832— ?)[15]. Гв. шт.-капитан, Сызранский предводитель дворянства.
4. Николай (27.01.1825—1885). Гв. шт.-капитан. Саратовский губернский предводитель дворянства (1867—1870). Жена — София Петровна Бестужева; сын — Давыдов Николай Николаевич[16].
5. Денис (15.02.1826—.08.02.1867). Поручик л. гв. 2-й артиллерийской бригады. Стал прототипом Василия Денисова в романе Л. Н. Толстого «Война и мир»[17]. Женат с 17.04.1860 г. на Ольге Семеновне Хлюстиной.
6. Ахилл (19.04.1827[18]—1865)
7. Вадим (19.11.1832—20.05.1881)
8. Юлия (1835—27.12.1882)
9. Мария
10. Екатерина. Муж — Сергей Васильевич Моисеенко-Великий[19]
11. Софья[20] (или Евдокия)[21] (2 (14).03.1835[22]—18 (30).10.1885)[23], родилась в Москве, крещена при восприемстве брата Николая и двоюродной тетки Елизаветы Александровны Чирковой. 1-й муж — Ришар Лионель Ловелл Гидобони-Висконти (1836—1875), сын любовницы Бальзака Сары Гидобони-Висконти[фр.]. 2-й муж — Брянчанинов Валериан Николаевич (14.12.1845–после 1917), в 1877 году — столоначальник Департамента полиции. С 1875 года — директор С.-Петербургского комитета общества попечительного о тюрьмах. Хозяйка усадьбы Юрово. Сын Владимир (1879—1891).

После польской кампании, когда Давыдову было 47 лет и он только и думал о покое, от него наконец отстали. В отставку, правда, ему так и не дали уйти, но не трогали, и вся его служба ограничивалась ношением генерал-лейтенантского мундира.
Последние годы жизни (с лета 1829 года) Д. В. Давыдов провёл в селе Верхняя Маза, принадлежавшем его жене, Софье Николаевне Чирковой. Здесь он продолжал заниматься творчеством, вёл обширную переписку с А. Ф. Воейковым, М. Н. Загоскиным, А. С. Пушкиным, В. А. Жуковским, другими писателями и издателями. Бывал в гостях у соседей — Языковых (в Языково), Ивашевых (в Ундорах), А. В. Бестужева (в Репьёвке), Н. И. Поливанова (в Акшуате). Посещал Симбирск. Выписывал книги из-за границы. Охотился. Писал военно-исторические записки. Занимался воспитанием детей и домашним хозяйством: выстроил винокуренный завод, устроил пруд и т. д. Одним словом, жил в своё удовольствие.

Могила Д. В. Давыдова на кладбище Новодевичьего монастыря.

В 1831 году Давыдов поехал навестить сослуживца в Пензу и без памяти влюбился в его племянницу, 23-летнюю Евгению Золотарёву. Давыдов был на 27 лет старше Евгении. Несмотря на то, что Давыдов очень любил свою семью, он ничего не мог с собой поделать. Кроме того, скрыть своё увлечение у него не получилось. Этот страстный роман продолжался три года. Потом Евгения вышла замуж за первого попавшегося жениха, а Денис, отпустив возлюбленную, в этот раз легко, без мук, вернулся в семью.
25-летие Отечественной войны 1812 года вывело Давыдова из состояния депрессии, вызванного смертью Пушкина. Давыдов выступил с предложением о перенесении праха П. И. Багратиона из церкви села Симы Владимирской губернии на Бородинское поле. Хлопоты Давыдова увенчались успехом: император Николай I повелел захоронить останки героя у подножия главного памятника Бородинского поля, заложенного на батарее Раевского. Командовать почётным конвоем было поручено генерал-лейтенанту в отставке Давыдову, который не дожил немногим более трёх месяцев до осуществления своей мечты.
22 апреля 1839 года около 7 часов утра на 55-м году жизни Денис Давыдов скоропостижно скончался от апоплексического удара в своём имении Верхняя Маза Сызранского уезда Симбирской губернии. Прах его был перевезён в Москву и погребён на кладбище Новодевичьего монастыря. Софья Николаевна Давыдова пережила своего мужа более чем на 40 лет. Жуковский на эту скорбную весть отозвался стихами:

И боец — сын Аполлона,

Мнил он гроб Багратиона

Проводить в Бородино, —

Той награды не дано:

Вмиг Давыдова не стало!

Сколько славных с ним пропало

Боевых преданий нам!

Как в нём друга жаль друзьям!..
В архиве В. А. Жуковского в Российской национальной библиотеке хранится «десятая часть левого уса» Давыдова, присланная им Жуковскому по его просьбе с подробной «биографией» уса.
Как человек Давыдов пользовался большими симпатиями в дружеских кружках. Он, по словам князя П. А. Вяземского, до самой кончины сохранил изумительную молодость сердца и нрава. Весёлость его была заразительна и увлекательна; он был душой дружеских бесед.

## Родственники
- Дед (отец матери) — «екатерининский» генерал-аншеф Евдоким Щербинин.
- Отец — Василий Денисович Давыдов, действительный статский советник.
- Мать — Елена Евдокимовна Давыдова, урождённая Щербинина.
- Сестра — Александра Васильевна Давыдова, жена Д. Н. Бегичева.
- Брат — Евдоким Васильевич Давыдов (1786—1842), генерал-майор с 1820 года.
- Брат — Лев Васильевич Давыдов (1792—1848), генерал-майор с 1829 года.

### Родство
- через родную тетку, Марию Денисовну Давыдову, вышедшую 2-м браком за Петра Ермолова:
  - двоюродный брат — легендарный генерал от артиллерии Алексей Петрович Ермолов, покоривший Кавказ;
- через дядю Льва Денисовича Давыдова, вступившего в брак с Екатериной Николаевной Самойловой (для Самойловой — 2-й брак):
  - двоюродный брат — Василий Львович Давыдов — декабрист, видный деятель Южного общества, осуждённый в 1825 году и приговорённый к 20-ти годам каторжных работ;
  - генерал от кавалерии Николай Николаевич Раевский-старший, герой Отечественной войны 1812 года (некровное родство: сын от 1-го брака Екатерины Николаевны Самойловой, вышедшей 2-м браком за Льва Денисовича Давыдова и ставшей матерью Александра, Петра, Василия и Софьи Давыдовых).
  - Н. Ф. Смирной, Симбирский вице-губернатор, доводился Денису Давыдову дальним родственником. Николай Фёдорович был женат на двоюродной сестре полковника Д. Н. Бегичева, ветерана Отечественной войны 1812 года, сенатор. Дмитрий Никитич являлся мужем Александры Васильевны, родной сестры Давыдова, был «его однополчанином и очень хорошим человеком»[26].
- четвероюродный брат Евграф Владимирович Давыдов — полковник лейб-гвардии гусарского полка, впоследствии генерал-майор. Его портрет работы Кипренского долгое время считался портретом Дениса Давыдова;

## Творчество

### Лирика

Бюст Дениса Давыдова в Пензе

Литературная деятельность Давыдова выразилась в целом ряде стихотворений и в нескольких прозаических статьях.
Успешные партизанские действия в войну 1812 года прославили его, и с тех пор он создаёт себе репутацию «певца-воина», действующего в поэзии «наскоком», как на войне. Эта репутация поддерживалась и друзьями Давыдова, в том числе и Пушкиным.
Однако «военная» поэзия Давыдова ни в какой мере не отражает войны: он воспевает быт тогдашнего гусарства. Вино, любовные интриги, буйный разгул, удалая жизнь — вот их содержание.
В таком духе написаны «Послание Бурцову», «Гусарский пир», «Песня», «Песня старого гусара». Важно заметить, что именно в вышеперечисленных работах Давыдов проявил себя как новатор русской литературы, впервые использовав в рассчитанном на широкий круг читателей произведении профессионализмы (например, в описании гусарского быта используются гусарские названия предметов одежды, личной гигиены, названия оружия). Это новаторство Давыдова напрямую повлияло на творчество Пушкина, который продолжил эту традицию.
Денис Давыдов был мастером стихотворных каламбуров и известным на всю русскую армию острословом, задевавшим высших сановников и самого царя. Недаром в фильме «Гусарская баллада» его друг и соратник — поручик Ржевский. Этот персонаж появился в 1941 году. По словам его автора А. Гладкова, он «весь вышел» из одного стихотворения Д. Давыдова — «Решительный вечер» (1818).
Наряду со стихотворениями вакхического и эротического содержания у Давыдова были стихотворения в элегическом тоне, навеянные, с одной стороны, нежной страстью к дочери пензенского помещика Евгении Золотаревой, с другой — впечатлениями природы. Сюда относится большая часть лучших его произведений последнего периода, как то: «Море», «Вальс», «Речка».
Кроме оригинальных произведений, у Давыдова были и переводные — из Арно, Виже, Делиля, Понс-де-Вердена и подражания Вольтеру, Горацию, Тибуллу.

### Проза
Прозаические статьи Давыдова делятся на две категории: статьи, носящие характер личных воспоминаний, и статьи историко-полемические. Из первых наиболее известны: «Встреча с великим Суворовым», «Встреча с фельдмаршалом графом Каменским», «Воспоминание о сражении при Прейсиш-Эйлау», «Тильзит в 1807 г.», «Дневники партизанских действий» и «Записки о польской кампании 1831 г.». По ценности сообщаемых данных эти военные воспоминания до сих пор сохраняют значение важных источников для истории войны той эпохи. Ко второй категории относятся: «Опыт теории партизанского действия», «Мороз ли истребил французскую армию?», «Переписка с Вальтер-Скоттом», «Замечания на некрологию H. H. Раевского» и некоторые другие.
Собрания сочинений Давыдова выдержали шесть изданий; из них наибольшей полнотой отличаются трёхтомные издания 1860 и 1893 годов, под редакцией А. О. Круглого (приложение к журналу «Север»). Издание «Записок» по цензурным соображениям было осуществлено в Брюсселе в 1863 году князем Петром Долгоруковым.

## Стихотворения, посвящённые Денису Давыдову
Денису Давыдову свои стихотворения посвятили многие поэты XIX—XX веков:
- Василий Жуковский — «Давыдов, пламенный боец…», 1812; При посылке издания («Мой друг, усатый воин…»), 1818
- Пётр Вяземский — Партизану-поэту («Анакреон под доломаном…»), 1814; К партизану-поэту («Давыдов, баловень счастливый…»), 1814; К старому гусару, 1832; Денису Васильевичу Давыдову («Икалось ли, тебе…»), 1838; «Так из чужбины отведенной…», 1854
- Фёдор Толстой — «Надпись к портрету Давыдова», 1810-е годы
- Александр Пушкин. Денису Давыдову («Певец-гусар, ты пел биваки…»), 1821; «Недавно я в часы свободы…», 1822; Д. В. Давыдову. При посылке «Истории Пугачёва», 1836
- Фёдор Глинка — Партизан Давыдов («Усач. Умом, пером остер, как француз…»), 1824
- Евгений Баратынский — «…Не мне…», 1824; Д. В. Давыдову («Пока восторгом я умею…»), 1825
- Ефим Зайцевский — Денису Васильевичу Давыдову («Я вызван из толпы…»), 1828
- Вильгельм Кюхельбекер — «…Софа, в углу — комод…», 1833
- Николай Языков — Д. В. Давыдову («Давным-давно люблю я страстно…»), 1833; «Жизни баловень счастливый…», 1835
- Леонид Гроссман — Денис Давыдов («В хмельной толпе отчаянных рубак…»), 1918
- Георгий Шенгели — Денис Давыдов («Над выкругленным лбом…»), 1920
- Юрий Верховский — Память Дениса Давыдова («Наш добрый друг, Денис Давыдов…»), 1939
- Михаил Спиров — Денис Давыдов. Памяти знаменитого партизана Отечественной войны 1812 года, 1941
- Вячеслав Иванов — «Рубиться ныне бы, Денис…», 1944
- Всеволод Рождественский. Денис Давыдов («Герой двенадцатого года…»)
- Ярослав Смеляков. Денис Давыдов («Утром, вставя ногу в стремя…»), 1966

## Память

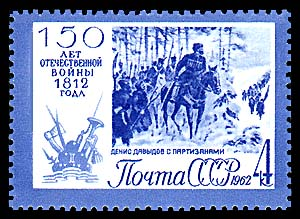
Почтовая марка СССР, 1962 год

- По одному из предположений[29], Давыдов послужил прототипом персонажа романа Л. Н. Толстого «Война и мир» Василия Денисова.
- В 1943 году в фильме «Кутузов» роль Дениса Давыдова сыграл актёр Борис Чирков.
- В 1962 году, к 150-летию Отечественной войны, снят художественный фильм «Гусарская баллада», где показан командир партизанского отряда Давыд Васильев (Денис Давыдов), роль которого сыграл актёр и артист цирка, наездник Валерий Денисов. К этой дате были выпущены почтовые марки СССР, одна из которых посвящена Давыдову.
- В 1980 году о Денисе Давыдове снят фильм «Эскадрон гусар летучих». Актёр — Андрей Ростоцкий.
- Моноспектакль «Денис Васильевич Давыдов» (1984). Режиссёр: Зоя Алиева. В ролях: Анатолий Адоскин[30]
- О Денисе Давыдове написана книга (издание 1988 года) Н. Задонским «Денис Давыдов».
- О Денисе Давыдове (и от его лица) написана книга Андрея Белянина «Охота на гусара».
- 18 сентября 1986 года в честь Дениса Давыдова астероиду, открытому 8 октября 1969 года Л. И. Черных в Крымской астрофизической обсерватории, присвоено наименование 3126 Davydov[31][32].
- В городе Сумы (Украина) 19 декабря 2011 года на пешеходной улице Соборной была установлена контактная скульптура «Гусар», причем чертами лица бронзовый кавалерист напоминал Дениса Давыдова[33]. В апреле 2022 года «памятник гусару» демонтировали, о чём сообщили из управления архитектуры и градостроения Сумской мэрии[34].
- В 2009 году вышла почтовая карточка с оригинальной маркой России. Давыдов Денис Васильевич. Генерал-лейтенант, партизан, Герой Отечественной войны 1812 года. Писатель и поэт.

#### Прочее

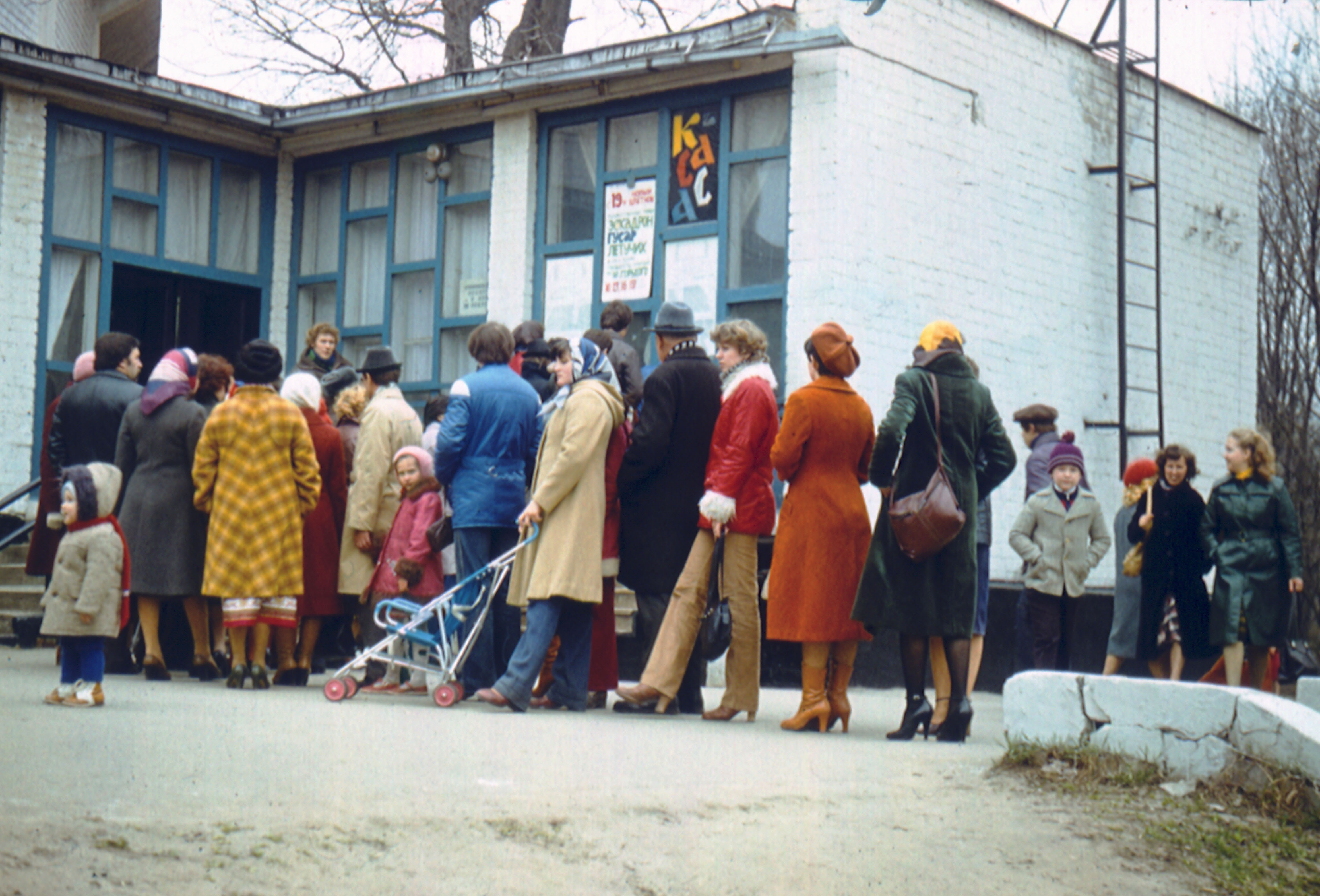
Очередь в харьковский кинотеатр (1981) на фильм о Давыдове «Эскадрон гусар летучих»

- Дни Памяти Дениса Давыдова и фестивали  систематически проводят в Музее «Бородинское поле», а также члены историко-патриотического объединения «Багратион» на базе московской библиотеки имени Д. В. Давыдова  проводят Давыдовские чтения.
- Портрет Д. В. Давыдова кисти Джорджа Доу помещён среди 332 генеральских изображений в Военной галерее Зимнего дворца.
- Изображён на картине Григория Чернецова «Парад по случаю окончания военных действий в Царстве Польском 6 октября 1831 года на Царицыном лугу» (Государственный Русский музей)[35].
- К 176-летию со дня рождения Д. В. Давыдова, 16 июля 1960 года, в селе Верхняя Маза Радищевского района Ульяновской области был установлен памятник Д. В. Давыдову. Давыдов увековечен в военной форме.
- Накануне 200-летия со дня рождения Д. В. Давыдова 19 мая 1984 года в Пензе был открыт его бюст. Особенность памятника состоит в том, что Давыдов увековечен не в военной форме, как его обычно изображали, а в гражданской одежде того времени. Этим подчеркивается, что памятник ему установлен прежде всего как поэту.
- Во Владивостоке есть улица Дениса Давыдова, в сквере у начала которой установлен его бюст.
- Улица Дениса Давыдова есть в городах Москве, Можайске, Казани, Новосибирске, Орле, Перми, Подольске (РФ),Белыничах (Белоруссия), в селе Верхняя Маза Ульяновской области России.
- В Уфе бюст Дениса Давыдова установлен во дворе кафедрального соборного храма Рождества Богородицы.
- Верхнемазинская школа и музей носят имя Дениса Давыдова[36].

Памятник Д. В. Давыдову в селе Верхняя Маза
На расположенном на цоколе пьедестала памятника Кутузову (в Москве у панорамы «Бородинская битва») горельефе, отражающем роль партизан в Отечественной войне 1812 г., представлена и фигура Дениса Давыдова
Памятник поэту-партизану Д. Давыдову (Владивосток)
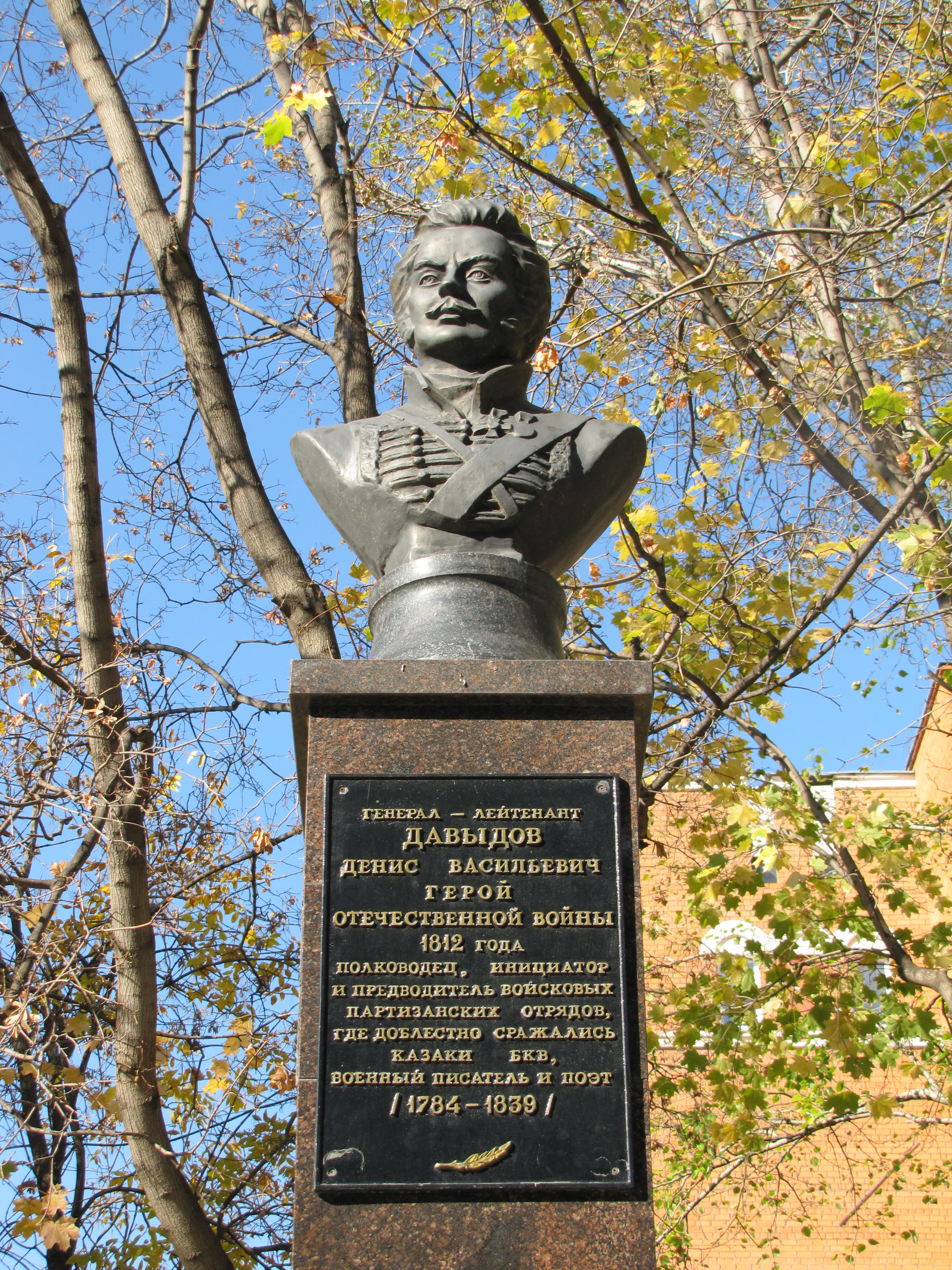
Памятник Д. В. Давыдову в Уфе
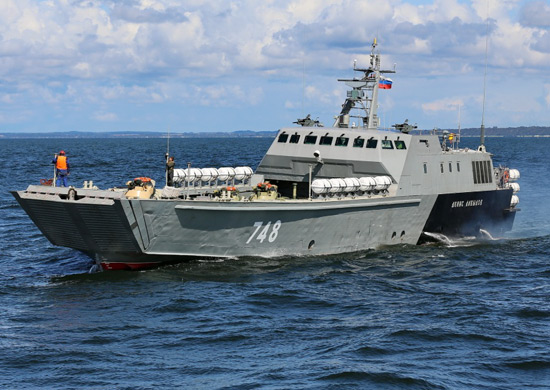
Новый десантный катер проекта 21820 «Денис Давыдов»

### В нумизматике
- В 2012 году Центральным банком Российской Федерации была выпущена монета (2 рубля, сталь с никелевым гальваническим покрытием) из серии «Полководцы и герои Отечественной войны 1812 года» с изображением на реверсе портрета генерала-лейтенанта Д. В. Давыдова[37].
- В 2012 году Центральным банком Российской Федерации была выпущена памятная монета Банка России «200-летие победы России в Отечественной войне 1812 года». 25 000 рублей, золото, на реверсе которой на одном из барельефов изображен Д. В. Давыдов.

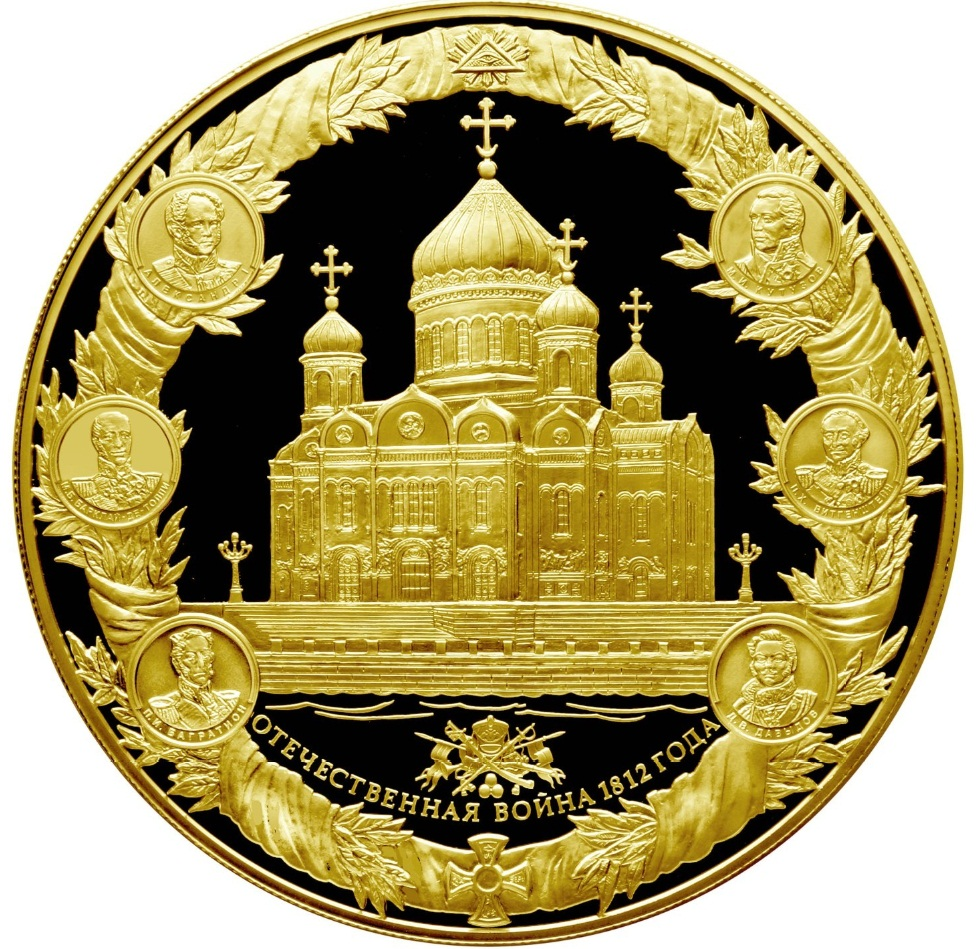
Золотая монета 2012 г.
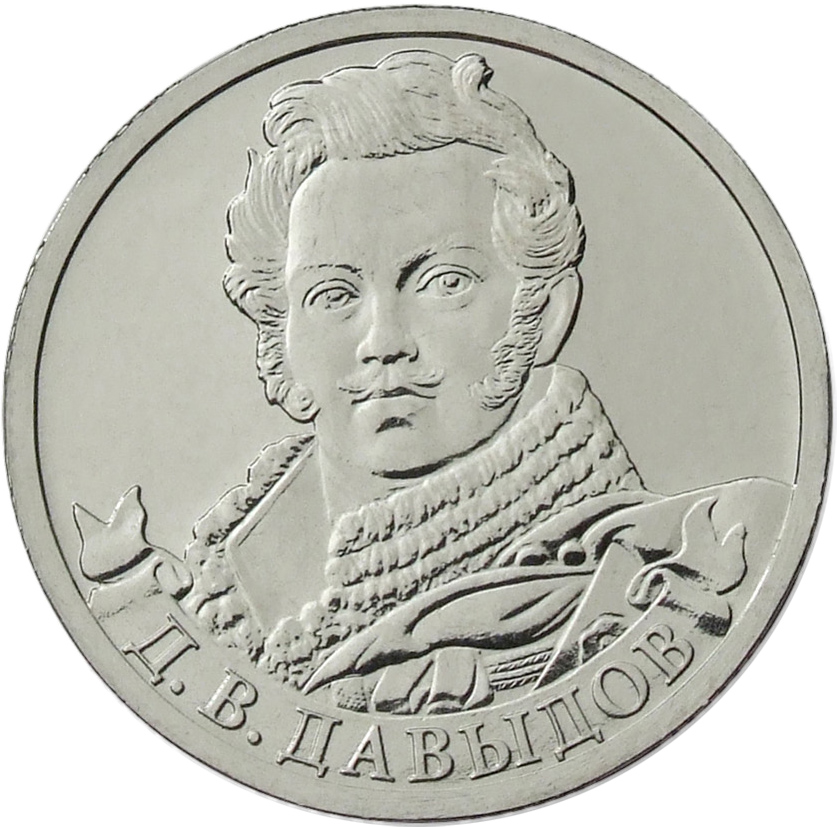
Монета Банка России, 2012 г.

### В названиях кораблей (каронимика) и воздушных судов
- В XX и XXI веке четыре корабля, названные в честь Дениса Давыдова, бороздили моря и реки: грузовой корабль (тип Lodz) «Денис Давыдов», СССР, год постройки — 1943, утилизирован в 1970 году с названием «General Walter» (Польша); пассажирский теплоход «Денис Давыдов», проект 989, СССР, год постройки — 1975, эксплуатируется, приписка — г. Москва; речной теплоход «Денис Давыдов», проект 588, СССР, год постройки — 1959, не эксплуатируется, приписка — г. Пермь; десантный катер «Денис Давыдов», проект 21820, Россйская Федерация, год постройки — 2013, действует, ВМФ России.[38]
- Аэрофлот — Российские авиалинии присвоил имя Д. Давыдова одному из своих лайнеров.[39]